# Junqueira (futebolista)
Durval Junqueira Machado ou simplesmente Junqueira (Uberaba, 12 de junho de 1900 — São Paulo, 12 de abril de 1959), foi um futebolista brasileiro que atuou como atacante.

## Carreira
Iniciou sua carreira futebolística no juvenil do Uberaba. Após saída do Uberaba, o atleta defendeu o Flamengo e Paulistano (emprestado pelo Flamengo) já no final da carreira, fazendo uma vitoriosa excursão pela europa. Defendeu também a Seleção Brasileira que conquistou a Copa Roca de 1922. Pela Seleção Brasileira, fez quatro jogos e não marcou gols.
Após encerrar a carreira no futebol, Junqueira, que era formado em medicina, exerceu suas atividades como médico na cidade de Orlândia.

## Morte
Morreu em 22 de abril de 1959 em São Paulo.

## Títulos
Flamengo
- Campeonato Carioca: 1920, 1921, 1925[4]
- Torneio Início de 1922.
- Troféu Torre Sport Club de 1925
- Troféu Jornal do Commércio de Pernambuco de 1925
- Troféu Sérgio Loreto de 1925.

Seleção Brasileira
- Copa Roca de 1922